# Lap dance

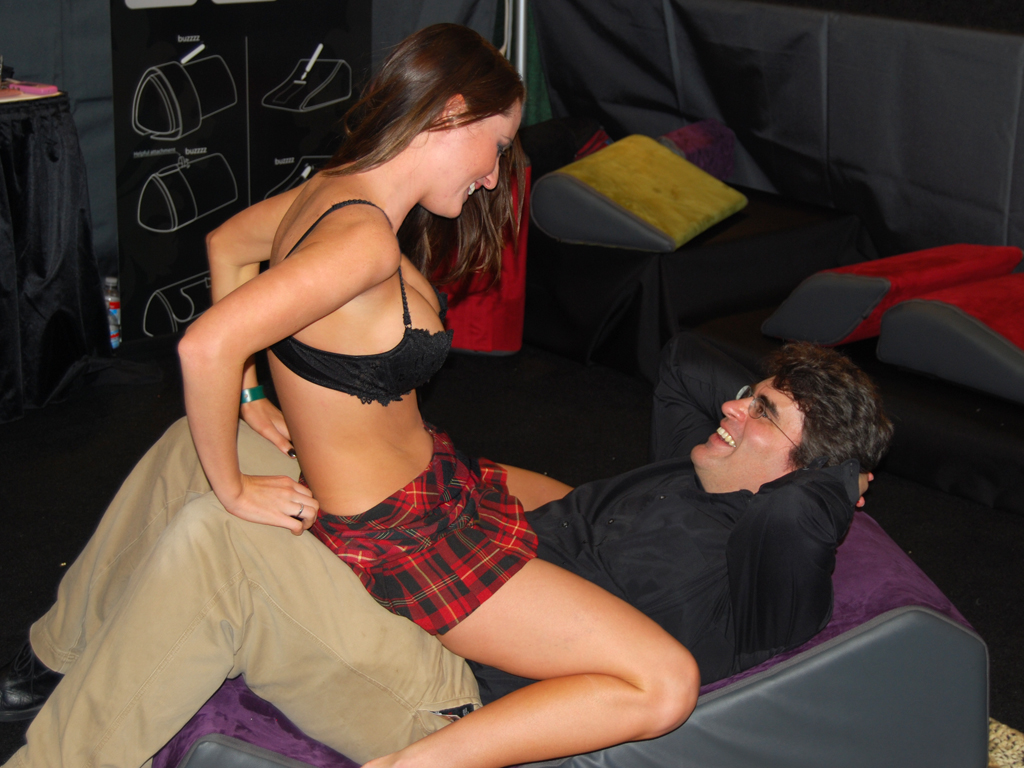

Lap dance (букв. «танец на коленях») — общее название эротических танцев, исполняемых в ночных клубах либо на коленях у сидящего зрителя в физическом контакте с ним (собственно lap dance), либо в непосредственной близости от него, как правило — на столе или другом возвышении (table dance). Такие танцы практически всегда исполняются женщинами и являются, по сути, разновидностью стриптиза: исполнительница может раздеваться в процессе танца или уже быть частично или полностью обнажённой к моменту его начала (в зависимости от политики заведения). Нередко такой танец исполняется приватно для vip-гостей в закрытых помещениях клуба. Длительность танца, допустимость касания исполнительницы руками и многие связанные с процессом детали могут существенно различаться в зависимости от конкретного клуба, страны и так далее.
В различных странах имеют место серьёзные общественные дискуссии о статусе подобных танцев и их допустимости, о том, считать ли их видом искусства или развлечения или же сексуальными услугами. Lap dance, особенно его приватное исполнение в закрытых кабинках, нередко подвергается жёсткому осуждению как фактически легализованная проституция в тех странах, где данное явление находится вне закона. Согласно результатам исследования британской газеты The Guardian, большинство девушек, работающих в сфере lap dance, попали туда по причине бедности и отсутствия какой-либо альтернативы. В 2012 году апелляционный суд Нью-Йорка постановил, что lap dance нельзя считать искусством, поэтому такая деятельность должна облагаться налогами. В Великобритании муниципальные власти с апреля 2010 года сами в состоянии определять, допустимо ли в заведениях на территории их территориального образования исполнять такие танцы.